# Dirk Van Tichelt
Dirk Van Tichelt (ur. 10 czerwca 1984 w Turnhout) – belgijski judoka, brązowy medalista Letnich Igrzysk Olimpijskich 2016, dwukrotny brązowy medalista mistrzostw świata, mistrz Europy.
Walczył w kategorii do 73 kilogramów. Podczas Igrzysk Olimpijskich w Pekinie przegrał w pierwszej rundzie z późniejszym złotym medalistą, Azerem Elnurem Məmmədlim. W repasażach po zwycięstwie w trzech walkach, przegrał w meczu o brązowy medal i został sklasyfikowany na 5. miejscu. Startował również w igrzyskach olimpijskich w Londynie (2012), zajmując 8. miejsce. W listopadzie 2020 r. zakończył sportową karierę.